# Scopula episticta
Scopula episticta là một loài bướm đêm trong họ Geometridae.